# Mistrovství světa v cyklokrosu 2011
Mistrovství světa v cyklokrosu 2011 bylo 62. cyklokrosovým šampionátem v pořadí. Konalo se ve dnech 29. a 30. ledna 2011 ve městě Sankt Wendel v německém Sársku. V kategorii Elite obhájili tituly z předchozího šampionátu v Táboře Zdeněk Štybar i Marianne Vosová, která zvítězila již potřetí za sebou.

## Elite muži
(30. ledna 2011)
| Pos.             | Cyklista              | Čas      |
| ---------------- | --------------------- | -------- |
| Zlatá medaile    | Zdeněk Štybar         | 1:06:37  |
| Stříbrná medaile | Sven Nys              | + 0:18   |
| Bronzová medaile | Kevin Pauwels         | + 1:15   |
| 4.               | Francis Mourey        | + 1:16   |
| 5.               | Philipp Walsleben     | + 1:18   |
| 6.               | Klaas Vantornout      | + 1:23   |
| 7.               | Marco Aurelio Fontana | + 1:51   |
| 8.               | Bart Wellens          | + 2:01   |
| 9.               | Christian Heule       | + 2:03   |
| 10.              | Tom Meeusen           | + 2:03   |
| ...              | ...                   | ...      |
| 14.              | Petr Dlask            | + 2:16   |
| 22.              | Martin Zlámalik       | + 3:56   |
| 28.              | Ondřej Bambula        | + 5:00   |
| 40.              | Vladimír Kyzivát      | + 4 kola |
| 43.              | David Kášek           | + 4 kola |
| -                | Radomír Šimůnek ml.   | nedojel  |

## Muži do 23 let
(29. ledna 2011)
| Pos.             | Cyklista          | Čas         |
| ---------------- | ----------------- | ----------- |
| Zlatá medaile    | Lars van der Haar | 52:01 min.  |
| Stříbrná medaile | Mike Teunissen    | + 1 s       |
| Bronzová medaile | Karel Hník        | + 1 s       |
| 4.               | Matthieu Boulo    | + 3 s       |
| 5.               | Tijmen Eising     | + 4 s       |
| 6.               | Wietse Bosmans    | + 7 s       |
| 7.               | Valentin Scherz   | + 13 s      |
| 8.               | Joeri Adams       | + 24 s      |
| 9.               | Jimmy Turgis      | + 24 s      |
| 10.              | Vincent Baestaens | + 30 s      |
| ...              | ...               | ...         |
| 19.              | Tomáš Paprstka    | + 1:34 min. |
| 21.              | Michael Boroš     | + 2:13 min. |
| 32.              | Jan Nesvadba      | + 4:18 min. |
| 37.              | Lubomír Petruš    | + 5:22 min. |

## Junioři
(29. ledna 2011)
| Pos.             | Cyklista              | Čas         |
| ---------------- | --------------------- | ----------- |
| Zlatá medaile    | Clément Venturini     | 44:31 min.  |
| Stříbrná medaile | Fabien Doubey         | + 15 s      |
| Bronzová medaile | Loic Doubey           | + 15 s      |
| 4.               | Jakub Skála           | + 36 s      |
| 5.               | Laurens Sweeck        | + 37 s      |
| 6.               | Michael Vanthourehout | + 45 s      |
| 7.               | Dominic Zumstein      | + 51 s      |
| 8.               | Silvio Herklotz       | + 1:09 min  |
| 9.               | Vojtěch Nipl          | + 1:18 min  |
| 10.              | Stan Godrie           | + 1:29 min  |
| ...              | ...                   | ...         |
| 29.              | Tomáš Medek           | + 3:54 min. |
| 30.              | Tomáš Svoboda         | + 3:55 min. |
| 40.              | Tomáš Bohata          | + 5:00 min. |

## Elite ženy
(30. ledna 2010)
| Pos.             | Cyklista                 | Čas        |
| ---------------- | ------------------------ | ---------- |
| Zlatá medaile    | Marianne Vosová          | 40:31 min  |
| Stříbrná medaile | Katherine Compton        | + 17 s     |
| Bronzová medaile | Kateřina Nash            | + 20 s     |
| 4.               | Hanka Kupfernagel        | + 42 s     |
| 5.               | Jasmin Achermann         | + 1:10 min |
| 6.               | Sanne Van Paassen        | + 1:20 min |
| 7.               | Christel Ferrier-Bruneau | + 1:42 min |
| 8.               | Pauline Ferrand-Prevot   | + 1:42 min |
| 9.               | Sanne Cant               | + 2:00     |
| 10.              | Sabine Spitzová          | + 2:00     |
| ...              | ...                      | ...        |
| 13.              | Pavla Havlíková          | + 3:05     |
| 29.              | Martina Mikulášková      | + 5:03     |

## Tabulka medailí podle zemí
| Umístění | Stát       | Zlato | Stříbro | Bronz | Celkem |
| -------- | ---------- | ----- | ------- | ----- | ------ |
| 1.       | Nizozemsko | 2     | 1       | 0     | 3      |
| 2.       | Francie    | 1     | 1       | 1     | 3      |
| 3.       | Česko      | 1     | 0       | 2     | 3      |
| 4.       | Belgie     | 0     | 1       | 1     | 2      |
| 5.       | USA        | 0     | 1       | 0     | 1      |